# سري ثريا أوندر
سري ثريا أوندر (بالتركية: Sırrı Süreyya Önder)‏ (1962 – 3 مايو 2025، إسطنبول) هو ممثل، وكاتب سيناريو، ومخرج سينمائي، وسياسي، وصحفي من تركيا. ولد في أديامان. تولى منصب عضو البرلمان التركي. وهو عضو في حزب الشعوب الديمقراطي، وحزب السلام والديمقراطية.

## وفاته
توفي سري أوندر في 3 مايو 2025، في مستشفى فلورنس نايتنجيل في إسطنبول حيث كان يُعالج من متلازمة الاختلال العضوي المتعدد التي نشأت نتيجة مضاعفات تمزق الشريان الأورطي الذي دخل المستشفى بسببه منذ 15 أبريل. دُفن في مقبرة زنجيرلي قويو.

## روابط خارجية
- سري ثريا أوندر على موقع IMDb (الإنجليزية)
- سري ثريا أوندر على موقع ألو سيني (الفرنسية)
- سري ثريا أوندر على موقع أول موفي (الإنجليزية)
- سري ثريا أوندر على موقع كينوبويسك (الروسية)